# アポクリン腺
アポクリン腺（アポクリンせん、英: apocrine gland）は、動物の外分泌腺の一様式。離出分泌腺（りしゅつぶんぴつせん）とも呼ぶ。乳腺や後述の大汗腺がこの分泌様式である。
あるいは、アポクリン腺一般のなかから特に、哺乳類の皮膚に存在する汗腺のうち、アポクリン腺様式の分泌をする大汗腺を特に指して呼ぶことも多い。

## 離出分泌腺（アポクリン腺）
外分泌腺のうち、皮脂腺の様に腺細胞自体が内部に分泌物を蓄えた後に全体が崩壊して外部に排出される様式を全分泌腺（ホロクリン腺）、細胞体は壊れずに腺細胞の生成した分泌物のみ細胞から浸出する様式を漏出分泌腺（エクリン腺）と呼び、この両者の中間的な様式を離出分泌腺（アポクリン腺）と呼ぶ。すなわち、腺細胞が分泌物を生成し、内部に蓄えると、それを保持した細胞の一部が細胞の本体からちぎれて排出され、細胞本体は崩壊せずに繰り返し分泌物をつくりだす。漏出分泌腺と離出分泌腺は厳密には連続する側面があり、漏出分泌腺の腺細胞からも、微細な細胞断片が離出していることが確認されている場合がある。
代表的なものは乳腺で、乳汁はアポクリン腺様式の分泌によって生成する。

## 大汗腺
哺乳類の全身に分布する汗腺は、基本的にはアポクリン腺様式で、脂質やタンパク質などを多く含む乳白色の分泌物を皮膚上に分泌する。この分泌物は皮膚の常在細菌の作用で分解して臭いを発することにより、社会的、あるいは性的な個体間関係を取り結ぶ、フェロモンとして機能している。しかし、ヒトでは例外的に全身にエクリン腺様式の汗腺が発達して体温調節の機能を担っており、アポクリン腺様式の汗腺は皮膚の限られた場所に集中して分布する。そのため、ヒトのアポクリン腺様式の汗腺をエクリン腺様式の全身の汗腺（小汗腺）から区別して、特に大汗腺（だいかんせん、英: large sudoriferous gland）と呼ぶ。汗の成分は発汗の原因によって変わってくるが、苦痛などのストレスを受けて出るいわゆる脂汗はこの汗が多く含まれており、脂汗の言葉が示すように、粘度も高くなっている。
大汗腺の発生は表皮性毛嚢に由来しており、毛穴に開口することが多い。分布する位置により、腋の下にある腋窩腺、外耳道にある耳道腺、乳首の周辺の乳輪腺、肛門近辺の肛門周囲腺、瞼にある睫毛腺、鼻にある鼻翼汗腺などに分けられる。
日本社会に代表されるモンゴロイド人種が多数派となる社会のように、腋窩腺分泌物に由来する臭いが弱い個体が大多数を占める人間集団では臭いの強い個体が社会的に忌避され、強いストレス下におかれることがある。そうした臭いの強い個体の形質を腋臭症（わきが）と呼び、疾患として扱われている。